# Naipli, Germencik
Naipli là một xã thuộc huyện Germencik, tỉnh Aydın, Thổ Nhĩ Kỳ. Dân số thời điểm năm 2010 là 79 người.